# فايز السعيد
فايز السعيد (4 أكتوبر 1974-) مغنٍ وملحن وممثل إماراتي،  -) لقب بسفير الألحان.

## حياته
لعب كرة السلة لمدة 15 عاما، وشارك كعضو لجنة تحكيم في برنامج نجم الخليج الذي عرض على تلفزيون دبي من بعدها بدأت محطات فايز السعيد المضيئة في مسيرته بالتوالي، فكان نجم أول مهرجان غنائي استضافته إمارة دبي وهو مهرجان دبي للتسوق سنة 1999.
حصل على شهادة اعتماده كمطرب عربي في الإذاعات والتلفزيونات المصرية، بعد أن غنى أمام لجنة تحكيم من كبار فناني مصر ومنهم الأستاذ ميشال المصري.
ذاع صيته كنجم ومطرب وملحن من بعد أن اختاره الشيخ حمدان بن محمد بن راشد آل مكتوم (فزاع) ولي عهد دبي، ليكون الملحن الخاص والرسمي لأعماله الشعرية، فاتحاً له آفاق التحليق في سماء التلحين، سلاحه موهبة فذة متجددة في هذا المجال، فغنى من ألحانه كبار نجوم الخليج والعالم العربي، وحفر فايز بتميز وحس فني رفيع بصمته كملحن، من أول لحن صاغه لقصيدة (فزاع) "لِمِني في محجر عيونك" التي غناها الفنان راشد الماجد، تتالت بعدها أغنيات شهيرة وقَعها (فزاع) شعراً وفايز السعيد لحناً، محققة نجاهات باهرة بأصوات نجوم ونجمات عمالقة أبرزهم المطرب الإماراتي "ميحد حمد وإمبراطور الغناء حسين الجسمي وفنان العرب محمد عبده والعملاق أبو بكر سالم وقلب الأغنية الخليجية راشد الماجد، والنجوم عبد المجيد عبد الله وعيضة المنهالي، وعربياً كاظم الساهر وأصالة التي حقق لحنه لها "روِح ورُوح" من أشعار (فزاع) سنة 2005 نجاحاً باهراً، إضافة ليارا ومؤخراً بلقيس أحمد فتحي، إلى جانب أغنيات شهيرة جداً وضع فايز موسيقاها وغناها نجوم خليجيين وعرب منهم عبد الكريم عبد القادر وخالد عبد الرحمن وأحلام وأنغام والراحلة ذكرى ولطيفة ووائل جسار ووليد الشامي وديانا حداد وأسماء المنور وشذا حسون وأماني السويسي وأروى وفهد الكبيسي، والفنانة هيفاء وهبي التي اختارت أن يكون فايز السعيد عراب أولى أغنياتها باللهجة الخليجية.

## المسيرة الفنية
أحب الفن منذ نعومة أظافره، ولم يتخلَّ عن هذا الحلم رغم عمله في القوات المسلحة لبلده عام 1990، وظل احتراف الفن يراوده، فما كان منه إلا أن اتخذ قراره وشد الرحال إلى إمارة دبي، وفي الاستديو الخاص بمهندس الصوت أكبر علي التقى بالملحن موسى محمد الذي أشاد بصوته وقدم له أغنية «عيون الفجر» من إنتاج إذاعة أبوظبي لتكون بداية مشوار طويل عام 1993، في العام التالي قدّم فايز أغنية «يحيا الإنسان» مسرح قرطاج الدولي في تونس، بترشيح وزارة الإعلام وسط باقة من الفنانين كان أبرزهم كاظم الساهر وصابر الرباعي وأنغام.
طرح ألبومه الغنائي الأول عام 1996 بِست أغنيات بعنوان «ساعة وعد»، وهي الأغنية التي كانت من أشعار الشيخ محمد بن راشد آل مكتوم نائب رئيس دولة الإمارات رئيس مجلس الوزراء حاكم دبي وألحان الملحن الشهير خالد ناصر، إلى جانب أسماء كبيرة مثل الأمير سعد آل سعود الملقب بـ (منادي)، والفنان خالد عبد الرحمن والشاعر ساهر والملحن موسى محمد الذي تولّى على عملية الإشراف على الألبوم كاملاً، والملحن خالد ناصر والفنان محمد البلوشي، وحقق نجاحاً كبيراً.
وحرص فايز السعيد على غناء مختلف اللهجات مثل الخليجية بمختلف ألوانها والخليجية البيضاء، واللهجات العراقية والمصرية والمغربية واللبنانية.
ورغم نجاحه الكبير كمطرب، ركّز فايز السعيد على تقديم الألحان لغيره من نجوم الطرب خاصة القصائد مثل محمد عبده وأبو بكر سالم وكاظم الساهر وراشد الماجد وأنغام وأصالة ولطيفة وفلَة الجزائرية وصابر الرباعي ويارا.
عا بألبوم (روعة) الذي طرحه في عام 1999 بإنتاج شركة روتانا..ونجح الألبوم كثيرا ونجحت أغنية (جزاك الله خير) كثيرا وتعلقت في آذان الجمهور ولا تزال في آذانهم ولا يزال الجمهور يذكرها ويغنيها ويطلبها..والأغنية من كلمات الشاعر الإماراتي الرائع أنور المشيري وألحان الفارس..وكان الألبوم رائع ومتنوع..
وكُرِّم فايز السعيد من وزارة الشباب والرياضة للشباب المبدعين في عام 1999..وأيضا حصل على شهادة اعتماد لصوته الجميل في جمهورية مصر العربية..وغنّى أغنية للفنان الكبير والأستاذ وديع الصافي أمام خبراء الفن في القاهرة..قدّم فايز السعيد أغاني عديدة ولمناسبات عدة مثل: أغنية خاصة للشعب الفلسطيني في
أوبريت غنائي مع الفنان حسين الجسمي والفنانة سمر، وقدة أغنية خاصة للأم مع الفنانة ريم المحمودي، وقدم أغنية للمعوقين وقدم أكثر من دويتو غنائي لدولة الإمارات مثل: عودة الشيخ زايد بن سلطان آل نهيان رئيس الدولة، وأيضا قدم دويتو مع الفنانة ريم المحمودي بمناسبة افتتاح مهرجان دبي للتسوق..وأيضا بمناسبة افتتاح مهرجان صيف دبي مع الفنان ريم...وقدّم أغاني عديدة لأندية
الإمارات بمناسبة فوزهم ببطولات الدوري والكأس والأندية
هي: النصر-العين - دبي - الوصل - الأهلي
ثم طرح فايز السعيد ألبومه الثالث وبعنوان (شوف أنت) في عام 2001 وكان
الألبوم متنوع وأبدع فايز السعيد فيه وغنّى بأكثر من لون
مثل: المصري - الراب - المغربي-السعودي- الشعبي..وفازت أغنية (حبيبي لا تزعلونه) من
كلمات الشاعر أحمد المري وألحان موسى محمد بأفضل أغنية إماراتية لعام 2001 في
ترشيحات أفضل أغنية عبر إذاعة إمارات إف إم..وفي مناسبة عيد الفطر السعيد من عام 2002 طرح فايز السعيد ألبومه الرابع في يوم
العيد وقال فايز إنها عيديته لجمهوره الحبيب..والألبوم عبارة عن أغنيتين من
كلمات الشاعر أحمد المري والحان فايز السعيد والأغنيتين هم (كاناكانا) اللي
لاقت نجاح كبير واشتهر فايز السعيد بها وأغنية (خمسة حروف)..
وقدّم فايز السعيد في أوبريت آخر مع الفنانين سعيد السالم-وليد إبراهيم - جاسم
محمد وقدّم خصيصا لتهنئة الشيخ زايد بن سلطان آل نهيان رئيس الدولة بمناسبة قرب شهر رمضان الكريم وعيد الفطر السعيد..والأوبريت من
كلمات الشاعر والأستاذ علي الخوار وحسان العبيدلي ومن ألحان فايز السعيد..والأغنية اسمها (كفوف التعالي) ومدتها أكثر من 15 دقيقة وتوجد بقسم صندوق أغاني فايز السعيد..
2003 بمناسبة عيد الحب قدّم دويتو آخر مع الفنانة أحلام من كلمات الشاعر عبد الله السيد الهاشمي والشاعرة مطلع الشمس ومن ألحان موسى
محمد..وقدم أغنية (السلام) بمناسبة فعاليات مهرجان دبي للتسوق في عام
2003..وطرح فايز السعيد في شهر سبتمبر من عام 2003 ألبومه الخامس وكان أجمل البوم قدمه فايز السعيد في مشواره الفني وحقق نجاح كبير ونجحت أغاني كثيرة في الألبوم مثل: يالسمرا يالجميلة -سعود-السندريلا - أبوس إيديك - شسوي به..وكان أهم وأجمل ما حمله الألبوم اسم الشيخ زايد بن سلطان آل نهيان رئيس الدولة الذي قدم أغنية خاصة له وهي أغنية (يالسمرا يالجميلة) من ألحان الاستاذ علي كانو..وقال فايز السعيد بأن الشرف له أن يحصل على أغنية من الشيخ زايد بن سلطان آل نهيان رئيس الدولة.

### مشاركته كعضو لجنة تحكيم
شارك في لجنة تحكيم برنامج المواهب غني مع فايز على تلفزيون أبو ظبي

## أوبريتات
- في نهاية عام 2003 شارك في أوبريت كـأس الخليج في دولة الكويت الشقيقة ومثل فايز السعيد باسم دولة الإمارات العربية المتحدة وشرفنا وبيض ويهنا بالمشاركة

ووقف بجانب فنانين كبار وعمالقة مثل: عبد الكريم عبد القادر-عبد الله الرويشد-أحمد
الجميري-عبد المجيد عبد الله..
- في تاريخ 28-4-2004 شارك في أوبريت حب الوطن في الكويت..
- هذه مصر 2012
- مصر قريبة 2015

وفي إستفتاء مجلة الأسرة العصرية حصل فايز السعيد على جائزة أفضل ملحن خليجي لنصف عام 2004..

## المهرجانات التي شارك فيها
- مهرجان قرطاج
- القاهرة
- كازابلانكا
- ليالي دبي
- أغادير
- جدة
- صلالة
- شرم الشيخ
- بيروت
- هلا فبراير في الكويت

## أول لحن قدمه
دخل فايز السعيد مجال التلحين في عام 2000 وبدأ التلحين للفنانة ريم المحمودي
في أغنية (غيرت رأيي) ونجحت ولاقت على إستحسان الجمهور ثم بدأ التلحين
لنفسه ولفنانين مبتدئين مثل حسين الجسمي وعيضة المنهالي ورويدة المحروقي وسمر (مغنية)

## من أبرز أعماله
من أبرز الأغنيات التي لحنها فايز السعيد العام الجديد لفضل شاكر وشيرين عبد الوهاب، وسلامتك لحسين الجسمي، وأوبريت الولاء والانتماء لنخبة من فنانين الإمارات، وإلى أغلى الناس أمي، وأروع حبيبه لعبد الله الرويشد وأنغام، ومرت سنة لفنان العرب محمد عبده وأمير الطرب عبد المجيد عبد الله وبدر البدور للفنانة ديانا حداد

## الجوائز التي حصل عليها
عين سفيراً للنوايا الحسنة في "منظمة IIMSAM التابعة لمنظمة يونسكو بقسم "الفنون والترفيه" في الشرق الأوسط.
شهادة تقدير من وزير الخارجية الإماراتي في حفل توزيع جوائز «البردة» 2013.

## ألبومات
| اسم الألبوم | العام | المنتج |
| ----------- | ----- | ------ |
| أنا ويني    | 2016  | روتانا |
| صاروخ       | 2013  | روتانا |
| شارد        | 2008  | روتانا |
| مشاكل       | 2006  | روتانا |
| فايز 2003   | 2003  | روتانا |
| كانا كانا   | 2002  | روتانا |
| شوف إنت     | 2001  | روتانا |
| روعة        | 2002  | روتانا |
| ساعة وعد    | 1996  | الخيول |

## فيديو كليبات
| الأغنية                                | المخرج            | المنتج             |
| -------------------------------------- | ----------------- | ------------------ |
| ليش هالقد حلو                          | بسام الترك        | لايف ستايل ستوديوز |
| كارثة                                  | بسام الترك        | القيثارة           |
| النبض مالي                             | رأفت البدر        | الريماس            |
| ما تغير                                | بسام الترك        | روتانا             |
| قولي                                   | علاء الأنصاري     | روتانا             |
| أنا ويني                               | بسام الترك        | روتانا             |
| كذا                                    | أنور الياسري      | روتانا             |
| إماراتي وفديت اسمك ديو مع علاوي        | علاء الأنصاري     | س ساوند            |
| فدا القيادة                            | نهلة الفهد        | س ساوند            |
| سلام الله يا بلادي                     | نهلة الفهد        | س ساوند            |
| الله يا سعودية مع اسماعيل مبارك        | بسام الترك        | س ساوند            |
| سيلفي                                  | بسام الترك        | روتانا             |
| أنت عيوني                              | علاء الأنصاري     | روتانا             |
| أوبريت هذه مصر                         | تامر المهدي       | أروما              |
| هذه مصر                                | تامر المهدي       | نجوم               |
| الشرطة/الإشارة (تمثيل: بثينة الرئيسي)  | نهلة الفهد        | روتانا             |
| دق هيوه                                | ياسر الياسري      | س ساوند            |
| العمارة                                | علاء الأنصاري     | روتانا             |
| ينسى                                   | ياسر الياسري      | روتانا             |
| الحق حبيبك مع وليد الشامي              | ياسر الياسري      | فنون الجزيرة       |
| على بالي                               | عادل الخضر        | نجوم               |
| يا قلبها مع سليمان العزيز وشهد الياسين | بسام الترك        | س ساوند            |
| قلب للبيع مع سليمان حميد               | بسام الترك        | س ساوند            |
| يا طير                                 | أحمد العبدولي     | نجوم               |
| وين أروح                               | حسين عبد الرحمن   | نجوم               |
| ذكرى                                   | عيد الشمري        | نجوم               |
| يا بو خدود مورداتي                     | كريم حمزة         | نجوم               |
| العام الجديد                           | نهلة الفهد        | نجوم               |
| الليلة صباحي                           | فاطمة محمد        | نجوم               |
| انفيسبل ديو مع سال                     | ياسر الياسري      | ميلودي             |
| الله علي علي                           | محمد سعيد         | مزيكا              |
| شسوي به                                | جميل جميل المغازي | روتانا             |
| جيتك عالموعد                           | كمال بشبوغ        | روتانا             |
| مشاكل                                  | كمال بشبوغ        | روتانا             |
| أبوس ايديك                             | جميل جميل المغازي | روتانا             |
| السندريلا                              | جميل جميل المغازي | روتانا             |
| شمس وشاطئ وبحر ديو مع ريم المحمودي     | محمد فلكناز       | تلفزيون دبي        |
| جزاك الله خير                          | محمد العجمي       | art الموسيقى       |
| بسألك وش غيرك                          | عامر الخفش        | art الموسيقى       |
| باليني                                 | محمد العجمي       | art الموسيقى       |
| خطوة عزيزة                             | عامر الخفش        | art الموسيقى       |
| إنت روعة                               | يعرب بو رحمة      | art الموسيقى       |
| الساعة                                 | سهيل العبدول      | الخيول             |
| حبيبي لاتزعلونه                        | كريم حمزة         | الخيول             |

## مسلسلاته
قام بتمثيل مسلسل يا مالكا قلبي وهو أول مسلسل يقوم بتمثيله وقام بالبطولة المطلقة وقد شاركته البطولة الفنانة العراقية شذى حسون وهو من إخراج السوري عارف الطويل وتأليف الأردني وائل نجم.

## وصلات خارجية
- صفحة فايز السعيد في تويتر
- فايز السعيد ألبوماته وفيديوكليبات-موقع مولاي